# Badara Diatta
Badara Diatta (ur. 2 sierpnia 1969) – senegalski sędzia piłkarski.
Sędzia międzynarodowy FIFA od 1999 roku. Na stałe mieszka w Ziguinchorze.

## Turnieje międzynarodowe
- Puchar Narodów Afryki (2006, 2008)

## Kontrowersje
W czerwcu 2007 roku zawieszony na okres jednego roku przez Afrykańską Federację z powodu nieuznania prawidłowej bramki dla Ugandy w meczu z Nigerią. Ostatecznie karę skrócono i Diatta mógł wziąć udział w Pucharze Narodów Afryki w 2008 roku.